# Гребеновець
Гребеновець — мала річка в Українських Карпатах, у межах Стрийського району Львівської області. Права притока Опору (басейн Дністра).

## Опис
Довжина річки 4.2 км. Гребеновець — типово гірська річка з кам'янистим дном і численними перекатами та порогами. Річище слабозвивисте. Долина вузька, в'ється між горами.

## Розташування
Гребеновець бере початок на південних схилах гори Зелемінь (хребет Зелем'янка). Тече в межах Сколівських Бескидів переважно на південний захід. Впадає до Опору біля залізничного моста в селі Гребенові. 